# Arrows A20
El Arrows A20 fue el coche con el que el equipo Arrows de Fórmula 1 compitió en la temporada 1999 de Fórmula 1.
Fue conducido por el expiloto de pruebas de Jordan Pedro de la Rosa, un debutante español que contó con un considerable patrocinio de Repsol, y el japonés Toranosuke Takagi, que pasó del desaparecido equipo Tyrrell. Mika Salo debía permanecer en el equipo después de un prometedor 1998, pero fue abandonado apenas una semana antes de la carrera inaugural.

## Antecedentes y diseño
El equipo tenía escasez de fondos por la falta de un patrocinador importante (el patrocinio de Danka terminó a finales de 1998) y el chasis era una actualización leve del A19, que no había sido demasiado competitivo en sí mismo. John Barnard se había marchado y Mike Coughlan desarrolló el coche.
Después de no poder encontrar un proveedor alternativo, el fabricante de motores Brian Hart volvió a suministrar motores internos, pero, como en 1998, quedó claro que sus pequeños recursos eran insuficientes para competir en la F1 moderna y abandonó el equipo tras una disputa de propiedad con Tom Walkinshaw.

### Rescisión de Malik Ado Ibrahim
A principios de año, un colorido príncipe nigeriano, Malik Ado Ibrahim, compró una participación del 25 % en el equipo y su marca T-Minus apareció en los coches durante la mayor parte del año. Sin embargo, él tampoco pudo proporcionar fondos suficientes. La idea detrás de la marca T-Minus era que las empresas y corporaciones comprarían los derechos para usar el nombre y se les permitiría usar la marca para promocionar sus productos. Malik declaró que planeaba utilizar la marca junto con Lamborghini, pero nunca se llegó a un acuerdo. Un empleado de Arrows de la época declaró: "La marca T-Minus no ha generado absolutamente ningún dinero durante el año" y continuó afirmando: "Fue simplemente un sueño en la cabeza del Príncipe y nada se materializó". La empresa de inversiones Morgan Grenfell también compró Arrows y adquirió una participación mayoritaria del 50% en el equipo.

## Historia de la carrera
El año resultó ser un desastre, ya que los coches eran lentos y poco fiables, y el equipo acabó luchando con Minardi al final de la parrilla, y posiblemente se volvió aún más lento a lo largo de la temporada hasta el punto de que con frecuencia eran superados por sus rivales. Su única actuación competitiva se produjo en la carrera inaugural de la temporada en Melbourne, donde de la Rosa finalizó sexto y sumó un punto en su debut, con Takagi un puesto atrás, séptimo. Sólo este punto, y el pobre historial de finalización del recién llegado BAR, impidieron que Arrows terminara último en la clasificación de Constructores. De La Rosa afirmó que el problema era el motor, no el chasis, y comentó favorablemente sobre el manejo del coche.
Si bien De la Rosa demostró ser prometedor, Takagi tuvo problemas de comunicación ya que no podía hablar inglés en ese momento y se fue al final de la temporada; Fue reemplazado en 2000 por Jos Verstappen.

## Secuelas
El A20 fue reacondicionado exhaustivamente en preparación para la temporada 2000, en la que el equipo utilizó motores Supertec. De La Rosa y Tom Coronel hicieron mucho kilometraje y registraron tiempos competitivos. Mark Webber realizó su primera prueba en un coche de Fórmula 1 a bordo de un A20 en noviembre de 1999, con el motor Supertec y la nueva caja de cambios. Más tarde dijo en su autobiografía que el A20 era un coche superior a la media.
El A20 finalmente formó la base del automóvil de tres plazas AX3 que Arrows presentó en 2001, utilizando un chasis modificado y el mismo motor Hart. Se construyeron dos ejemplares.

## Resultados
(Clave) (negrita indica pole position) (cursiva indica vuelta rápida)

| Año     | Motor      | Neu. | N.º | Pilotos           | 1   | 2   | 3   | 4   | 5   | 6   | 7   | 8   | 9   | 10  | 11  | 12  | 13  | 14  | 15  | 16  | Puntos | Pos. |
| ------- | ---------- | ---- | --- | ----------------- | --- | --- | --- | --- | --- | --- | --- | --- | --- | --- | --- | --- | --- | --- | --- | --- | ------ | ---- |
| 1999    | Arrows V10 | B    |     |                   | AUS | BRA | SMR | MON | ESP | CAN | FRA | GBR | AUT | GER | HUN | BEL | ITA | EUR | MYS | JPN | 1      | 9.º  |
| 1999    | Arrows V10 | B    | 14  | Pedro de la Rosa  | 6   | Ret | Ret | Ret | 11  | Ret | 12  | Ret | Ret | Ret | 15  | Ret | Ret | Ret | Ret | 13  | 1      | 9.º  |
| 1999    | Arrows V10 | B    | 15  | Toranosuke Takagi | 7   | 8   | Ret | Ret | 12  | Ret | DSQ | 16  | Ret | Ret | Ret | Ret | Ret | Ret | Ret | Ret | 1      | 9.º  |
| Fuente: |            |      |     |                   |     |     |     |     |     |     |     |     |     |     |     |     |     |     |     |     |        |      |